# Slatina (miasto Leskovac)
Slatina (cyr. Слатина) – wieś w Serbii, w okręgu jablanickim, w mieście Leskovac. W 2011 roku liczyła 479 mieszkańców.